# Jerónimo de Acevedo y Zúñiga
Jerónimo de Acevedo y Zúñiga (1522 - Salamanca, 1562), IV conde de Monterrey desde 1559 y diplomático al servicio de Felipe II, embajador extraordinario en el Concilio de Trento en 1561 y pertiguero mayor de Santiago de Compostela.

## Biografía
Era primogénito de Alonso de Zúñiga y Acevedo Fonseca y María Pimentel, condes de Monterrey, y heredó sus posesiones a los treinta y siete años. 
Contrajo matrimonio con Inés de Velasco y Tovar, hermana del III condestable Íñigo Fernández de Velasco y Mendoza. Tuvo dos hijos legítimos:
1. Gaspar de Zúñiga Acevedo y Velasco, virrey de Nueva España y Perú.
2. Baltasar de Zúñiga, diplomático y ministro de Felipe III.

También fueron vástagos de este matrimonio: Melchor de Fonseca, colegial de Salamanca, María Pimentel de Fonseca, esposa del conde de Olivares Enrique de Guzmán, y Ana y Juana, que murieron jóvenes. Jerónimo falleció en 1562, y le sucedió en el condado su hijo Gaspar de Zúñiga Acevedo y Velasco, V conde de Monterrey.